# André Santos (football, 1983)
Pour les articles homonymes, voir André Santos et Santos (homonymie).
André Clarindo dos Santos dit André Santos, né le 8 mars 1983 à São Paulo, est un footballeur international brésilien qui évolue au poste de défenseur.

## Biographie
André Santos commence sa carrière professionnelle au Figueirense FC. Il est ensuite prêté au Flamengo puis au CA Mineiro avant de retourner au Figueirense FC. 
En 2008, il est transféré au SC Corinthians. Ses bonnes performances aux Corinthians lui permettent d'être sélectionné pour la Coupe des confédérations 2009 avec l'équipe du Brésil et Santos honore sa première sélection le 15 juin 2009 lors du match face à l'Égypte.
En 2009, il est transféré à Fenerbahçe, l'un des principaux clubs turcs, pour un montant total de 7 millions d'Euros. 
Le 31 août 2011, il signe un contrat « de longue durée » avec Arsenal,, le montant du transfert est de 7 millions d'Euros. Le 28 septembre suivant, il marque son premier but sous les couleurs des Gunners lors de la 2e journée des matchs de poules de la Ligue des champions face à l'Olympiakos (2-1). En février 2013, il est prêté au Gremio Porto Alegre (Avec l'option pour Arsenal de ^pouvoir le rappeler après 6 mois).
Le 18 juillet 2013, Santos signe avec Flamengo un contrat de deux ans, après la fin de son prêt au Gremio.
Le 20 juillet 2014, Santos est attaqué par un fan de Flamengo à la suite de sa mauvaise prestation à l'occasion de la défaite 4-0 face à Internacional alors que Flamengo ne comptait que 7 points en 11 rencontres, Cet incident valu à Santos d'être conduit à l’hôpital.
Le 15 août 2014, un arrangement est trouvé pour que Santos quitte Flamengo libre de tout contrat.
Le 29 septembre 2014, Santos rejoint la Indian Super League et signe au FC Goa.
Le 5 février 2015, André Santos est transféré à Botafogo-SP qui dispute le Championnat Paulista.

## Palmarès

### En club
- Figueirense FC
  - Champion de l'État de Santa Catarina en 2004.

- Flamengo
  - Vainqueur de la Coupe du Brésil en 2006.

- CA Mineiro
  - Champion du Brésil de Série B en 2006.

- SC Corinthians
  - Champion du Brésil de Série B en 2008
  - Champion de l'État de São Paulo en 2009.

- Fenerbahçe SK
  - Vainqueur de la Supercoupe de Turquie en 2009
  - Champion de Turquie en 2011.

### En sélection
- Brésil
  - Vainqueur de la Coupe des confédérations en 2009.